# Красноградська міська громада
Красноградська міська територіальна громада — територіальна громада в Україні, у Берестинському районі Харківської області. Адміністративний центр — місто Берестин. Не зважаючи на перейменування адміністративного центру, територіальна громада не була перейменована, оскільки наразі відсутні правові підстави і механізми для перейменування територіальних громад.
Площа громади — 483,8 км2, населення громади — 31 683 осіб (2020)
Утворена 12 червня 2020 року шляхом об'єднання Красноградської міської ради, Зорянської, Іванівської, Кирилівської, Миколо-Комишуватської, Піщанської, Хрестищенської сільських рад Берестинського району Харківської області. Перші вибори депутатів міської ради та міського голови громади відбулися 25 жовтня 2020 року.

## Населені пункти
До складу громади входять місто (Берестин), 21 село (Берестовенька, Високе, Вишневе, Гірчаківка, Гранове, Зоряне, Іванівське, Калинівка, Кирилівка, Кобцівка, Миколо-Комишувата, Мокрянка, Новоселівка, Оленівка, Мирне, Піщанка, Світле, Тишенківка, Українка, Хрестище, Червоне) та 4 селища (Дослідне, Куми, Покровське, Степове).